# دفترهای سیاه
دفترهای سیاه (به آلمانی: Schwarzen Hefte) یک سری از دست‌نوشته‌های مارتین هایدگر هستند که اخیراً  منتشر شده‌اند. گفته می‌شود این نوشته‌ها که حدود ۱۰۰۰ صفحه هستند، برخی عبارات یهودستیزانه را دربردارند.
برخی صاحبنظران این مسئله را رد کرده‌اند.